# Italiaans basketbalteam (mannen)

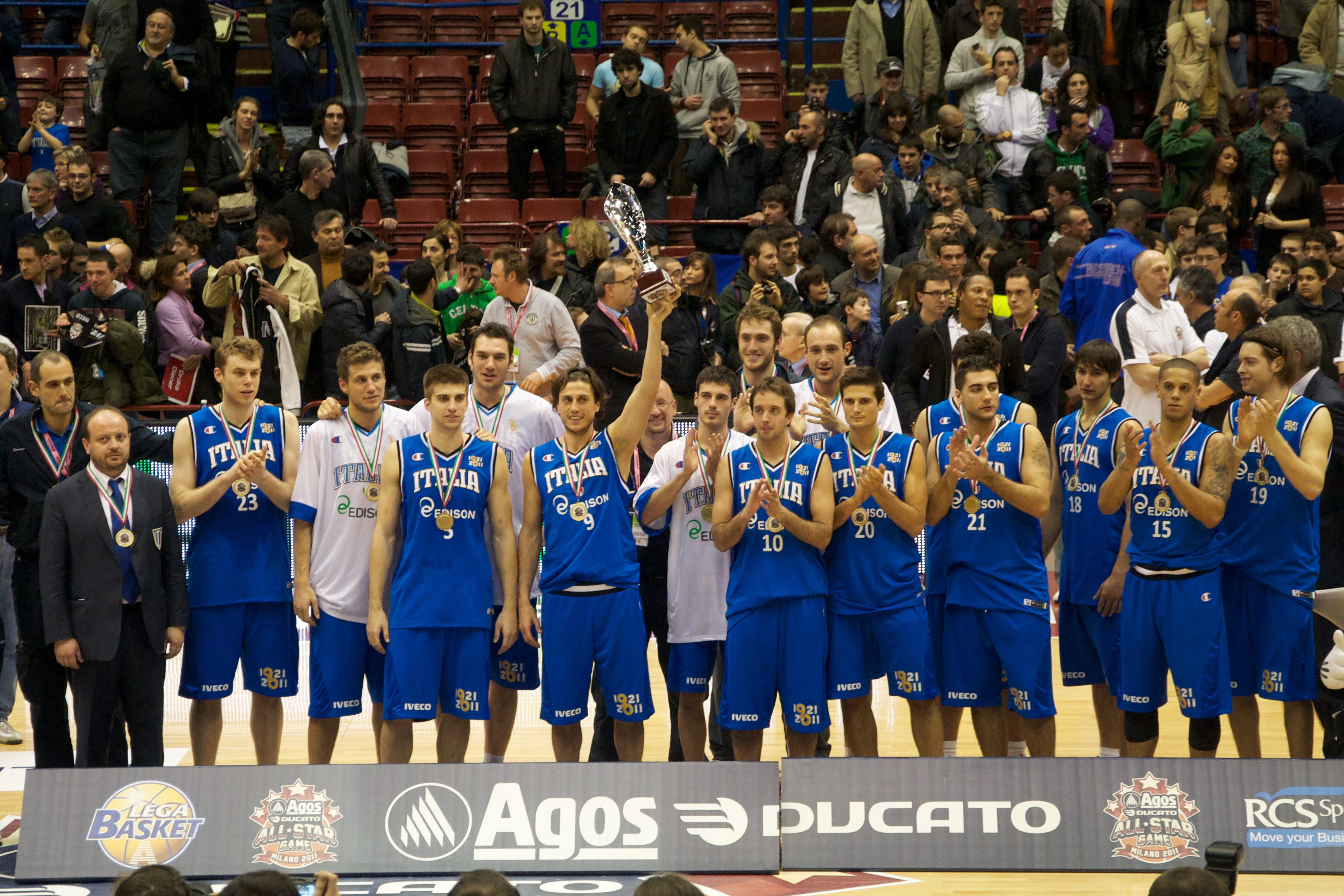
Het Italiaans nationaal basketbalteam in 2011

Het Italiaans nationaal basketbalteam is een team van basketballers dat Italië vertegenwoordigt in internationale wedstrijden.
Italië deed voor het eerst in 1935 mee aan een officieel internationaal toernooi, de Eurobasket van 1935. Italië won de eerste wedstrijd met 42-23 van Bulgarije. De tweede wedstrijd werd met 27-17 verloren van gastheer Zwitserland. Uiteindelijk werd het team zevende van het toernooi (er namen dat jaar 10 landen deel aan het toernooi).
Het Italiaans nationaal basketbalteam is een van de succesvolste nog bestaande landen van de Eurobasket. Het land heeft in totaal twee gouden, vier zilveren en vier bronzen medailles behaald, waarmee het vijfde staat in de medaillespiegel. De meest recente Europese titel is van 1999. In de finale van het toernooi dat in Frankrijk gehouden werd, werd in de finale (met 64-56) afgerekend met Spanje.
De goede prestaties binnen Europa heeft Italië nog niet kunnen voortzetten buiten Europa. Zo heeft Italië acht keer deelgenomen aan een Wereldkampioenschap basketbal, maar heeft het land nog geen medaille kunnen behalen. Wel werd het nationale team van Italië twee keer vierde (in 1970 en 1978).

## Huidige selectie
| #  | Speler              | Positie        | Geboortejaar | Lengte | Huidige club                      |
| -- | ------------------- | -------------- | ------------ | ------ | --------------------------------- |
| 10 | Andrea Bargnani     | Forward/Center | 1985         | 2.15   | New York Knicks                   |
| 5  | Gianluca Basile (c) | Guard          | 1975         | 1.90   | FC Barcelona                      |
| 18 | Marco Belinelli     | Guard          | 1986         | 1.96   | San Antonio Spurs                 |
| 12 | Massimo Bulleri     | Guard          | 1977         | 1.88   | Olimpia Milano                    |
| 20 | Andrea Crosariol    | Center         | 1984         | 2.14   | Virtus Bologna                    |
| 16 | Fabio Di Bella      | Guard          | 1978         | 1.86   | Virtus Bologna                    |
| 14 | Tommaso Fantoni     | Forward        | 1985         | 2.03   | Pallacanestro Treviso             |
| 6  | Giacomo Galanda     | Forward/Center | 1975         | 2.10   | Pallacanestro Varese              |
| 23 | Danilo Gallinari    | Guard/Forward  | 1988         | 2.11   | Denver Nuggets                    |
| 21 | Angelo Gigli        | Forward        | 1983         | 2.15   | Pallacanestro Treviso             |
| 13 | Daniel Hackett      | Guard          | 1987         | 1.99   | University of Southern California |
| 11 | Stefano Mancinelli  | Forward        | 1983         | 2.05   | Fortitudo Bologna                 |
| 8  | Denis Marconato     | Center         | 1975         | 2.13   | FC Barcelona                      |
| 4  | Giuliano Maresca    | Guard          | 1981         | 1.92   | Pallacanestro Treviso             |
| 9  | Marco Mordente      | Guard          | 1979         | 1.90   | Pallacanestro Treviso             |
| 15 | Richard Mason Rocca | Center         | 1977         | 2.01   | Basket Napoli                     |
| 7  | Matteo Soragna      | Guard/Forward  | 1975         | 1.97   | Pallacanestro Treviso             |
| 19 | Luca Vitali         | Guard          | 1986         | 2.01   | Sutor Basket Montegranaro         |